# Jesús Mendoza González
Fr. Jesús Mendoza González OP (Gáldar, Gran Canaria, 9 de agosto de 1944 - Santa Cruz de Tenerife, Tenerife, 17 de octubre de 2013) fue un fraile dominico y sacerdote que fue prior del Real Convento de Nuestra Señora de la Candelaria y rector de la Basílica de Nuestra Señora de la Candelaria en Tenerife. 

## Biografía

### Primeros años
Jesús nació en el Juncalillo en el municipio grancanario de Gáldar. De padres tinerfeños y herreños, tras terminar los Estudios Primarios en su pueblo natal, cursó los estudios de Bachillerato en Las Palmas de Gran Canaria, mientras trabajaba como peón de albañil. También en esa etapa perteneció a los movimientos obreros católicos y a la Acción Social de Cáritas.
En 1966 realizó la primera profesión en la Orden de Predicadores, pasando 20 años en la península ibérica, al estar destinado en los conventos de Córdoba, Granada, Sevilla y Madrid. En las tres últimas ciudades cursó los estudios de Filosofía y Teología.
Desde sus inicios religiosos, estuvo vinculado al municipio de Candelaria en Tenerife; mientras estudiaba, continuó pasando muchos veranos en el convento de su Orden de la Villa Mariana. Años más tarde, el 23 de diciembre de 1972, fue ordenado presbítero en la Iglesia de San Andrés Apóstol del barrio candelariero de Las Cuevecitas, oficiando su primera misa en la Basílica de Nuestra Señora de la Candelaria. Fue destinado al Real Convento de San Pablo en Córdoba en el año 1972. En dicha comunidad pasó trece años. En este período hay que destacar su trabajo y  contacto con personas de etnia gitana, con las hermandades obreras y en los colegios. En este último apartado, los colegios, tiene especial relevancia el Colegio Cervantes. En el año 2001 Jesús Mendoza sería el primer no cordobés que pregonara la Semana Santa de dicha ciudad.

### Etapa de Prior y Rector
En 1986 tomó posesión como Prior de la comunidad de frailes dominicos del Real Convento de Nuestra Señora de Candelaria y rector de su Basílica, así como párroco de Santa Ana de dicha villa y Santa María Magdalena de Las Caletillas. Hasta el momento de su muerte, era vicario del Provincial en el convento y rector de la Basílica de Candelaria.
Jesús Mendoza fue responsable, como delegado episcopal, de las dos visitas o traslados de la imagen de la Virgen de Candelaria a Santa Cruz de Tenerife en 1994 y a San Cristóbal de La Laguna en 1997 con motivo del 500 aniversario de la fundación de ambas ciudades. Del mismo modo, también acompañó a la Virgen en las visitas de 2002 a Santa Cruz y 2009 a La Laguna, que fueron las dos primeras visitas institucionalizadas que desde entonces y cada siete años se llevan a cabo a ambas ciudades.
Como reconocimiento a su dilatada labor pastoral, el Centro de Iniciativas Turísticas (CIT) de Candelaria-Caletillas le concedió la Placa al Mérito Turístico en 1993 y en 1998 se le concedió el título de Hijo Adoptivo de la Villa y rotular con el nombre de "Padre Jesús Mendoza" a una calle de la misma.
Entre sus últimas iniciativas figura la Casa de Acogida de la Fundación Canaria Santuario de Candelaria, cuyo objetivo es que los mayores menos favorecidos tengan acogimiento y una mayor calidad de vida.
El 27 de septiembre de 2013, el Cabildo Insular de Tenerife le otorgó al Padre Jesús Mendoza el Premio Valores Humanos 2013.

### Muerte
El Padre Mendoza ingresó en el Hospital Universitario Nuestra Señora de Candelaria en Santa Cruz de Tenerife el 14 de octubre de 2013 debido a un problema cardíaco. Finalmente, el 17 de octubre se certificó su inesperada muerte.
Su funeral se celebró al día siguiente, siendo velado su cuerpo en el Convento y posteriormente en la Basílica, en donde se celebraron las exequias. Fue enterrado en el Cementerio de Santa Sabina en Candelaria.

## Homenaje
En la actualidad está en proyecto la creación de una escultura de bronce a tamaño real del Padre Jesús Mendoza, para que sea colocada en la Plaza de la Patrona de Canarias en Candelaria frente a la Basílica de la Virgen. Esta iniciativa se inició en 2014, con motivo del primer aniversario del fallecimiento de Jesús Mendoza.
En palabras del entonces alcalde de Candelaria, José Gumersindo García Trujillo: "Se quiere hacer una escultura que reproduzca lo más fielmente posible tanto el rostro como alguno de los gestos del Padre Jesús, de forma que pueda ser reconocido por todas las personas que lo conocimos y sea recuerdo y reconocimiento permanente del trabajo que realizó". Asimismo puntualizó que: "Además, la obra servirá de consciencia para continuar el camino de Jesús Mendoza en su labor de defensa de las personas más necesitadas".